# گیزی
گیزی (به فرانسوی: Gizy) یک کمون (فرانسه) در فرانسه است که در ان (ا-دو-فرانس) واقع شده‌است. گیزی ۱۰٫۲۵ کیلومتر مربع مساحت دارد ۷۷ متر بالاتر از سطح دریا واقع شده‌است.